# Judo na Igrzyskach Panarabskich 2011
Zawody judo na igrzyskach panarabskich w 2011, odbywały się w dniach 10-12 grudnia w Dausze, na terenie Qatar SC Stadium. W tabeli medalowej tryumfowali zapaśnicy z Tunezji.

## Klasyfikacja medalowa
Gospodarz zawodów został zaznaczony kolorem.
| Miejsce | Państwo  |    |    |    | Razem |
| ------- | -------- | -- | -- | -- | ----- |
| 1       | Tunezja  | 5  | 3  | 5  | 13    |
| 2       | Maroko   | 4  | 2  | 8  | 14    |
| 3       | Algieria | 3  | 6  | 6  | 15    |
| 4       | Egipt    | 2  | 1  | 1  | 4     |
| 5       | Kuwejt   | 1  | 1  | 4  | 6     |
| 6       | Jemen    | 1  | 0  | 0  | 1     |
| 7       | Liban    | 0  | 1  | 3  | 4     |
| 8       | Katar    | 0  | 0  | 2  | 2     |
| 9       | Dżibuti  | 0  | 0  | 1  | 1     |
| .       | Irak     | 0  | 0  | 1  | 1     |
| .       | Libia    | 0  | 0  | 1  | 1     |
| Razem   | Razem    | 16 | 14 | 32 | 62    |

## Medaliści

### Mężczyźni
| Konkurencja: | Złoto:             | Srebro:          | Brąz:                                   |
| −60 kg       | Ali Khousrof       | Lyes Saker       | Fraj Dhouibi Yassine Moudatir           |
| −66 kg       | Houcem Khalfaoui   | Rachid El Kadiri | Mohammad Alajmi Ahmed Elkawisah         |
| −73 kg       | Hussein Hafiz      | Larbi Grini      | Hamza Barhoumi Alaa Bassou              |
| −81 kg       | Hatem Abd el Akher | ----             | Hussein Al-Aameri Abderrahmane Benamadi |
| −90 kg       | Ammar Bin Jachlif  | Aly Darwish      | Ghanem Aldikan Mohamed El Assri         |
| −100 kg      | Yousef Alenezi     | ----             | Adil Fikri Yacine Meskine               |
| ponad 100 kg | El Mehdi Malki     | Faicel Jaballah  | Mohamed Taha Bilal Zouani               |
| Open         | Faicel Jaballah    | Ghanem Aldikan   | Mohammed Amine Tayeb Jalal Benalla      |

### Kobiety
| Konkurencja: | Złoto:              | Srebro:        | Brąz:                               |
| −48 kg       | Amani Khalfaoui     | Sabrina Saidi  | Salha Al-Badi Wafae Idrissi Chorfi  |
| −52 kg       | Hanane Kerroumi     | Hela Ayari     | Lea Farhat Soraya Haddad            |
| −57 kg       | Meriem Moussa       | Fatima Ait Ali | Nesria Jelassi Sally Raguib         |
| −63 kg       | Rizlen Zouak        | Kahina Saidi   | Karen Shammas Asma Bjaoui           |
| −70 kg       | Assmaa Niang        | Houda Miled    | Sahar Husain Aicha Benabderrahmene  |
| −78 kg       | Hana Mareghni       | Amina Temmar   | Rawdha Al-Abdulla Odette Malkoun    |
| ponad 78 kg  | Nihel Cheikh Rouhou | Sonia Asselah  | Sarah Alsalem Rania El Kilali       |
| Open         | Sonia Asselah       | Karen Shammas  | Nihel Cheikh Rouhou Rania El Kilali |

- Złoci medaliści, Safouane Attaf z Maroka (81 kg) i Gaballa Mahmoud z Egiptu (100 kg) zostali zdyskwalifikowani za doping.